# Mk I-V 4.5" QF
Il cannone navale da 4,5" QF è stata un'arma di artiglieria navale da 4,5 pollici (in realtà da 4,45" cioè 113 mm) britannica che è stato il calibro standard delle artiglierie navali britanniche per uso antinave, antiaereo e di appoggio a operazioni anfibie nel corso della seconda guerra mondiale utilizzato dalle unità navali della Royal Navy a partire dal 1938.
Le versioni da Mark I a Mk V hanno equipaggiato le unità navali britanniche di nuova costruzione fino agli anni settanta sostituito dal cannone da 4,5" Mk. 8.

## Versioni
- QF Mark I: nel progetto iniziale doveva essere un cannone da 5", ma il peso dei proiettili sarebbe stato troppo pesante per i magazzini;
- QF Mark II: utilizzato dal Royal Army;
- QF Mark III: identico alla versione au Mark I, ma con un nuovo meccanismo di tiro;[1]
- QF Mark IV: utilizzato in navi di minore tonnellaggio;
- QF Mark V: sviluppato dalla versione Mark IV spevifico per la lotta antiaerea e dotato di controllo elettronico a distanza e caricamento automatico.

I cannoni erano montati in torrette singole o binate. Secondo il tipo di montaggio le versioni venivano seguite da una sigla di due lettere: UP BD o CP. Nel corso degli anni cinquanta la versione Mk. 5 BD venne denominata Mk. 6.